# Cirrhochrista primulina
Cirrhochrista primulina là một loài bướm đêm trong họ Crambidae.